# Diavolo di neve

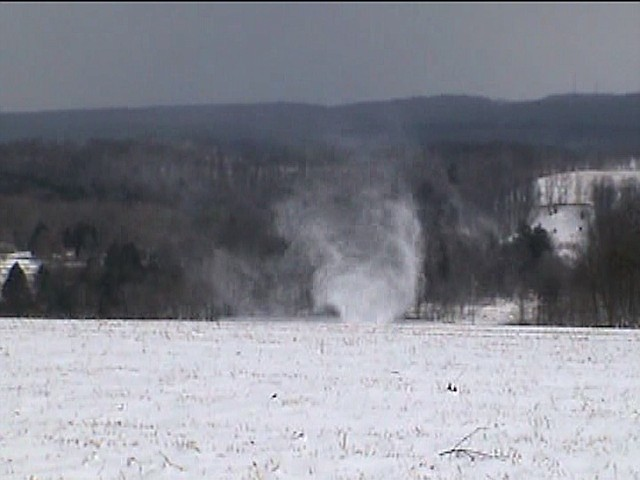
Un diavolo di neve, fenomeno molto raro

Il diavolo di neve, detto anche tornado di neve oppure snownado, è un fenomeno atmosferico simile al diavolo di sabbia, quindi esso si sviluppa solo con il bel tempo, ma con la differenza che si forma solo in territorio dove è presente la neve. Esso viene generato da grosse differenze di temperatura tra suolo e atmosfera circostante e quando il vento cambia improvvisamente velocità o direzione, così nei fianchi delle montagne si trasformano in un vortice e producono strutture coniche che aspirano neve. Di solito si verificano dopo o prima una tempesta di neve. 